# Tennessee Three
The Tennessee Three var country- och rockabilly-sångaren Johnny Cashs kompband i nästan 40 år. Det bestod av basisten Marshall Grant, trumslagaren W.S. Holland och gitarristerna Luther Perkins (till sin död 1968) och Bob Wootton (från 1968). Bandet grundades ursprungligen 1955 som The Tennessee Two och bestod då enbart av Luther Perkins och Marshall Grant, men i och med att W.S. Holland värvades 1960 bytte man namn till Tennessee Three.
I filmen Walk the Line (2005) spelades Tennessee Three av Dan John Miller (Perkins), Larry Bagby (Grant) och Clay Steakley (Holland).

## Medlemmar
Nuvarande medlemmar
- Bob Wootton – elektrisk gitarr (1968– )
- Lisa Horngren – kontrabas (2005– )
- Vicky Wootton – bakgrundssång, akustisk gitarr (2009–)
- Scarlett Wootton – bakgrundssång, akustisk gitarr (2009– )
- Montana Wootton – bakgrundssång, akustisk gitarr (2009– )
- Derrick McCullough – trummor, bakgrundssång (2009– )

Tidigare medlemmar
- Johnny Cash – sång, gitarr (1954–2003; död 2003)
- Marshall Grant – bas (1954–1980; död 2011)
- Luther Perkins – elektrisk gitarr (1954–1968; död 1968)
- W.S. Holland – trummor (1960–2008)
- Carl Perkins – elektrisk gitarr (1966–1974; död 1998)
- Larry Butler – piano (1972; död 2012)
- Bill Walker – piano (1973)
- Larry McCoy – piano (1973–1976)
- Jerry Hensley – elektrisk gitarr (1974–1982)
- Bodie Powell – bas (1981)
- Tommy Williams – violin (1974)
- Gordon Terry – violin (1975–1976; död 2006)
- Earl Poole Ball – piano (1977–1997)
- Jack Hale Jr – trumpet (1978–1989)
- Bob Lewin – valthorn (1978–1989)
- John Carter Cash – sång, rytmgitarr (1988–2003)
- Dave Roe – bas (ca. 1990–2003)
- Rodney Blake Powell – trummor (2008–2009)